# Фэрбанк (озеро, округ Садбери)
Фэрбанк — озеро в муниципалитете Садбери, Онтарио, Канада.
Оно расположено в 55 километрах к западу от центра города Грейтер-Садбери. Площадь озера составляет 705,1 гектара (7,051 км²), длина береговой линии — 28,2 километра, максимальная глубина — 43 метра.

## История
По данным Ассоциации владельцев лагеря на озере Фэйрбэнк, первоначально озеро называлось Ва-Шай-Ма-Гог (Чистое озеро) народом аджибва (англ. Ojibwa) или анишинаабе. Они поселились на Юго-западной стороне озера и торговали в Гудзонском заливе около города Уолден. Открытие девственных лесов из белой сосны в 1872 году привело к лесозаготовительным работам на Южном берегу. Озеро официально названо Фэрбанк в 1883 году в честь члена парламента Джона Генри Фэйрбэнка.

## Климат
В окрестностях озера преобладают смешанные леса. Регион находится в субарктической климатической зоне, из-за чего среднегодовая температура в регионе — 3 °C. Самым теплым месяцем является июль, когда средняя температура составляет 18 °C, а самым холодным — январь с температурой −16 °C. Среднегодовая норма осадков — 1096 миллиметров. Самым дождливым месяцем является октябрь, в среднем 144 мм осадков, а самым сухим — февраль, 48 мм осадков.
| Климатограмма озера Фэрбанк                          | Климатограмма озера Фэрбанк | Климатограмма озера Фэрбанк | Климатограмма озера Фэрбанк | Климатограмма озера Фэрбанк | Климатограмма озера Фэрбанк | Климатограмма озера Фэрбанк | Климатограмма озера Фэрбанк | Климатограмма озера Фэрбанк | Климатограмма озера Фэрбанк | Климатограмма озера Фэрбанк | Климатограмма озера Фэрбанк |
| ---------------------------------------------------- | --------------------------- | --------------------------- | --------------------------- | --------------------------- | --------------------------- | --------------------------- | --------------------------- | --------------------------- | --------------------------- | --------------------------- | --------------------------- |
| Я                                                    | Ф                           | М                           | А                           | М                           | И                           | И                           | А                           | С                           | О                           | Н                           | Д                           |
| 104 −14 −17                                          | 48 −11 −16                  | 68 −3 −11                   | 101 10 −3                   | 69 17 5                     | 91 21 11                    | 85 22 15                    | 119 21 14                   | 94 18 9                     | 144 9 1                     | 96 1 −6                     | 78 −10 −12                  |
| Температура в °C • Сумма осадков в мм Источник: НАСА |                             |                             |                             |                             |                             |                             |                             |                             |                             |                             |                             |

## Острова
Озеро Фэрбанк содержит в себе 8 островов:
- Чапман (англ. Chapman Island)
- Фэрбанк (англ. Fairbank Island)
- Хайрам Хиксон (англ. Hiram Hixon Island)
- Мейплгроув (англ. Maplegrove Island)
- Пайн (англ. Pine Island)
- Свонсон (англ. Swanson Island)
- Траверс (англ. Traverse Island)
- Уитти (англ. Wittie Island)

## Фауна

### Насекомые
Вокруг озера обитают более 30-ти видов насекомых.

### Рыба
Озеро является местом ловли различной рыбы.
| Название                    | Изображение |
| --------------------------- | ----------- |
| Тупоносый пескарь           |             |
| Циско                       |             |
| Айова дартер                |             |
| Озёрная форель              |             |
| Озёрный сиг                 |             |
| Логперч                     |             |
| Девятииглая колюшка         |             |
| Щука обыкновенная           |             |
| Солнечный окунь             |             |
| Красноглазый каменный окунь |             |
| Малоротый окунь             |             |
| Cottus ricei                |             |
| Notropis hudsonius          |             |
| Светлопёрый судак           |             |
| Catostomus commersonii      |             |
| Жёлтый окунь                |             |